# Dioro
Dioro är en ort i Burkina Faso.   Den ligger i regionen Sud-Ouest, i den sydvästra delen av landet, 270 km sydväst om huvudstaden Ouagadougou. Dioro ligger 274 meter över havet och antalet invånare är 575.
Terrängen runt Dioro är platt. Runt Dioro är det ganska glesbefolkat, med 40 invånare per kvadratkilometer.. Det finns inga andra samhällen i närheten.
Omgivningarna runt Dioro är huvudsakligen savann.